# شهرک استقلال (شیراز)
شهرک استقلال (شیراز)، در گذشته روستایی از توابع بخش مرکزی شهرستان شیراز در استان فارس ایران بوده است.این شهرک هم اکنون جزو شهرداری منطقه ۱۰ شیراز و در نزدیکی بزرگراه آفرینش قرار دارد.

## جمعیت
این روستا در دهستان دراک قرار داشته است و براساس سرشماری مرکز آمار ایران در سال ۱۳۸۵، جمعیت آن ۶٬۵۱۹ نفر (۱٬۶۱۷خانوار) بوده‌است.